# Tallempid
Tallempid (Empidonax affinis) är en fågel i tättingfamiljen tyranner som förekommer i Mexiko.

## Utseende och läte
Tallempiden är en del av släktet Empidonax vars arter är notoriskt svåra att skilja åt på utseende med sin grå eller grågröna ovansida och svarta vingar försedda med vingband. Denna art är relativt stor med en kroppslängd på 13–14,5 cm. Jämfört med liknande gråempiden är den brunare, med mörkare vingar, olivtonat vingband och tydligare ögonring. Undersidan är vidare gulare och på bröstet har en mer olivgrön anstrykning. Lätet beskrivs i engelsk litteratur som ett "whip", "pwip" eller "whiup", väl skilt från släktingarnas.

## Utbredning och systematik
Tallempid delas in i fem underarter med följande utbredning:
- Empidonax affinis pulverius – förekommer i ek-tallskogar i nordvästra Mexiko (Sinaloa till Jalisco)
- Empidonax affinis trepidus – förekommer i norra Mexiko (Coahuila och Tamaulipas), övervintrar i Guatemala
- Empidonax affinis affinis – förekommer i tallskogar på mexikanska platån (Michoacán i Puebla)
- Empidonax affinis bairdi – förekommer i tallskogar i södra Mexiko (Guerrero, Oaxaca och Chiapas)
- Empidonax affinis vigensis – förekommer i ek-tallskogar i östra Mexiko (Veracruz)

Arten har vid ett tillfälle påträffats i USA, i bergsområdet Santa Rita i delstaten Arizona i slutet av maj 2016.
Lätesskillnader mellan nordliga och sydliga populationer har tagits som grund för förslaget att tallempiden egentligen utgör två arter.

### Släktskap
Tallempiden tros tillgöra en grupp mindre empider där även beigebröstad empid, gråempid, dvärgempid, bergempid, granempid och svarthättad empid ingår. Den tros i den gruppen vara systerart till bergempiden. Arten behandlas som monotypisk, det vill säga att den inte delas in i några underarter. 

## Levnadssätt
Tallempiden hittas som namnet avslöjar i skogar av tall, men även med inslag av ek eller granskogar. Födan består av insekter men är dåligt känd. Även häckningen finns begränsad information om. Fåglar har noterats hävda revir i slutet av maj i Chiapas. Det skålformade boet placeras i en trädklyka på medelhög höjd.

## Status och hot
Arten har ett stort utbredningsområde, men tros minska i antal, dock inte tillräckligt kraftigt för att den ska betraktas som hotad. Internationella naturvårdsunionen IUCN listar arten som livskraftig (LC). Beståndet uppskattas till i storleksordningen 50 000 till en halv miljon vuxna individer.